# هيكل ستراتام بيير
ستراتام بيير هي إطلالة تفاعلية وضعتها الفنانة الأمريكية كيندال باستر. وتقع تلك المنحوتة الوظيفية في متحف إنديانابوليس للفنون على ساحة 100 فدان: بمتنزه فرجينيا ب. فيربانكس الطبيعي للفنون.

## الوصف
اعتمادًا على جزء خاص بخريطة طوبوغرافية لمائة فدان، فإن هذا العمل الفني يتألف من منصات ذات طبقات من الزمرد الأخضر، والتي تتشكل بطريقة عضوية متدفقة على طول الجانب الجنوبي من بحيرة المتنزهات المنحوتة. ويتألف العمل الفني من شبكات من الألياف الزجاجية التي تتمركز على نظام دعم مصنوع من الصلب. ويستند نظام الدعم على ارتفاعات متنوعة. ويكون الزوار مدعوين بكل ترحاب للسير والجلوس وصيد السمك واستكشاف هذا الهيكل الذي يكون غير متاح أحيانًا بسبب الفيضانات.

## معلومات
تم إنشاء هيكل ستراتام بيير لتظهر كما لو كانت امتدادًا للخط الساحلي، وتظهر رغبة الفنانة كيندال باستر في دمج «الطبيعة والبيئة المنشأة». وتتيح زيارة لهذا الهيكل للفرد برؤية دورات التآكل والنمو في البيئة المكونة من 100 فدان، وهي الدورات المتمثلة في بناء طبقات ستراتام بيير. وقد تم اختيار الألياف الزجاجية بسبب وزنها الخفيف، بما يجعل هذا الهيكل سهل الارتكاز في موقعه الحالي، فضلاً عن متانتها بما يسمح بالاستخدام الثقيل من قبل زوار المتنزه. وقد بدأت باستر تصميم هذه القطعة الفنية بعد زيارة إلى المتنزه والاستلهام من الخرائط الطوبوغرافية التي تم تصميمها لتوثيق بيئة المتنزهات. وتتوقع باستر اندماج العمل مع المناظر الطبيعية، حيث ينمو العشب والشجيرات التي تحيط بالمنطقة في نطاق هذا العمل الفني.
وقد عملت باستر مع المهندس المعماري جيريمي أولسن، الذي يعمل لدى شركة ويلر كيرنز، إلى جانب مهندس المشروعات كريس روكي، الذي يعمل لدى روكي ستراكشرز، لإنشاء هذه القطعة الفنية. وقد تم التفويض بهذا العمل الفني من جانب متحف إنديانابوليس للفنون وتم تمويله بمنحة من مؤسسة إنديانابوليس. وفي يونيو 2010، قام مسرح موتاس للرقص الذي يقع في إنديانابوليس بعرض عمل مسرحي استمر لمدة يوم واحد كان يتم عرضه كل 45 دقيقة، حول هيكل ستراتام بيير تفاعلاً مع إنشائه واحتفالاً بافتتاح المتنزه.

## الفنان
قبل متابعة الفنون الجميلة، حصلت كيندال باستر على درجتها في التكنولوجيا الطبية، ثم انتقلت للحصول على درجتها في بكالوريوس الفنون الجميلة من كلية كوركوران للفنون والتصميم. وبعد نيلها درجة الماجستير في الفنون الجميلة من جامعة ييل، شاركت في برنامج استوديو الدراسة المستقلة (Independent Study Studio Program) الخاص بـ متحف ويتني للفن الأميركي. وقد تم وصف عمل باستر الفني بـ «بالعمارة البيولوجية» ويستقر في مجموعات لدى متحف كرييجر ومتحف كمبر ومتحف هيرشورن، بالإضافة إلى متاحف أخرى. وقد تم تكليفها لوضع الفن العام لكل من مركز والتر إي واشنطن كونفينشن وشركة ماركيل ومركز BOK ومتحف نيفادا للفنون وغيرها الكثير. وقد حصلت باستر في عام 2005 على جائزة الأكاديمية الأمريكية للفنون والآداب عن فنها. وتقوم باستر بالتدريس الآن في جامعة فرجينيا كومنولث، وتعيش وتعمل في ريتشموند بولاية فرجينيا.

## وصلات خارجية
- "100 Acres at the Indianapolis Museum of Art" from The Architect's Newspaper
- "100 Acres: Stratum Pier by Kendall Buster" from Visualingual
- "Art and Nature, Hand in Hand" from وول ستريت جورنال
- "One Hundred Acres of Art" from Metropolis
- Stratum Pier from the Indianapolis Museum of Art

‌